# Jo Eckardt
Jo Eckardt (* 11. April 1961 als Jo-Jacqueline Eckardt in Frankfurt am Main) ist eine deutsche Autorin. Sie publiziert vor allem zu Themen wie Trauer und Trauma.

## Leben
Eckardt machte in Bonn ihr Abitur und ging nach dem Grundstudium der Germanistik in die USA. Dort erwarb sie an der New York University einen Ph.D. in deutscher Literatur sowie einen Master of Social Work. Anschließend machte sie am Training und Research Institute for Self Psychology eine Ausbildung zur Psychoanalytikerin. Im Jahr 2001 kehrte sie nach Deutschland zurück, wo sie 2003 ihr erstes Buch veröffentlichte.
Sie lebt in Berlin und veröffentlicht unter anderem auch Reiseliteratur. Unter dem Pseudonym Jo Thun veröffentlichte sie drei Romane.

## Publikationen
- Lessing’s Nathan the Wise and the Critics. Camden House, Columbia, 1993, ISBN 1-879751-43-7
- Ich will dich nicht vergessen. Gütersloher Verlagshaus, Gütersloh 2003, ISBN 978-3-579-07313-2
- Das ADS-Elterntraining. Urania, Stuttgart 2003, ISBN 3-332-01382-3
- Regeln finden, Regeln einhalten. Urania, Stuttgart 2003, ISBN 3-332-01440-4
- Wohnst du jetzt im Himmel? Gütersloher Verlagshaus, Gütersloh 2005, ISBN 3-579-06807-5
- Kinder und Trauma. Vandenhoeck & Ruprecht, Göttingen 2005, ISBN 3-525-46225-5
- Kinder im Scheidungsschmerz. Urania, Stuttgart 2006, ISBN 978-3-332-01837-0
- Mobbing bei Schulkindern. Urania, Stuttgart 2006, ISBN 978-3-332-01787-8
- Geliebtes Sternenkind. Gütersloher Verlagshaus, Gütersloh 2010, ISBN 978-3-579-06830-5
- Mobbing bei Schulkindern. Urania, Freiburg i. B. 2012, ISBN 978-3-451-66018-4
- Wenn die Familie zerbricht. Urania, Freiburg i. B. 2013, ISBN 978-3-451-66027-6
- Dietrich Bonhoeffer. Finde deinen eigenen Weg. Gütersloher Verlagshaus, Gütersloh 2015, ISBN 978-3-579-07151-0
- Trauma. Verstehen und Heilen. Ecowin, Wals bei Salzburg 2016, ISBN 978-3-7110-0088-0
- Reden ist Gold. Wie Gespräche die Liebe stärken. Patmos, Ostfildern 2016, ISBN 978-3-8436-0746-9
- Wenn Trauma und Trauer aufeinandertreffen. Vandenhoeck & Ruprecht, Göttingen 2017, ISBN 978-3-525-40280-1
- Den Kummer von der Seele schreiben. Gütersloher Verlagshaus, Gütersloh 2017, ISBN 978-3-579-07316-3
- Was ich dich noch fragen wollte. Kösel, München 2019, ISBN 978-3-466-37241-6
- Gespräche bei Demenz und Alzheimer. Duden, Berlin 2020, ISBN 978-3411756469
- Das neue Miteinander. Fischer & Gann, Bielefeld, 2022, ISBN 978-3-95883-558-0
- Doch die Liebe bleibt. Scorpio, München, 2024, ISBN 978-3-95803-576-8

### Veröffentlichungen unter dem Pseudonym Jo Thun
- Club Suizid. Neobooks. München, 2013, ISBN 978-3-8442-7350-2
- Der Besuch der Königin. Neobooks, München, 2013, ISBN 978-3-8476-5802-3
- Club Infantil. Neobooks, München 2014, ISBN 978-3-8476-1096-0